# Manuel Arranz Herrero
Manuel Arranz Herrero (Barcelona, 1946-1990) fue un profesor, historiador y archivista catalán.
Lleva su nombre la Biblioteca de Pueblo Nuevo de Barcelona, situada en la antigua fábrica textil de Can Saladrigas, muy cerca de la Rambla del Pueblo Nuevo.

## Biografía
Se doctorara en 1979 en Historia General, con una tesis sobre Los profesionales de la construcción en la Barcelona del siglo XVIII. Ejerce como profesor de Ciencias Económicas entre 1970-1982, y en el Instituto de Ciencias de la Educación de la Universidad de Barcelona. Coordinó estudios sobre el patrimonio industrial. Dirigió el Archivo Municipal de Esplugas de Llobregat entre 1985-1990.
Dedicó parte de sus esfuerzos a la investigación histórica sobre el patrimonio artístico de Barcelona. Sus investigaciones se centraron también en aspectos de la Cataluña de los siglos XVIII y XIX, com los movimientos migratorios, la arquitectura, la construcció y la economía.
En el Pueblo Nuevode Barcelona, fue miembro cofundador del Ateneu Popular la Flor de Maig, y miembro y presidente del Arxiu Històric del Poblenou.

## Publicaciones
Fue autor o coautor de los libros:
- El Parc de la Ciutadella, una visió històrica. (1984)
- Anàlisi històrica de l'Ajuntament de Barcelona (segles XVIII-XX).
- Els March de Reus i el seu Palau a la rambla de Barcelona. (1987)
- Mestres d'obres i fusters. La construcció a Barcelona en el segle XVIII. (1991)
- La menestralia a Barcelona al segle XVIII. Els gremis de la construcció. (2001)
- La Rambla de Barcelona. Estudi d'història urbana. (2003)